# Ekspedycja (gastronomia)

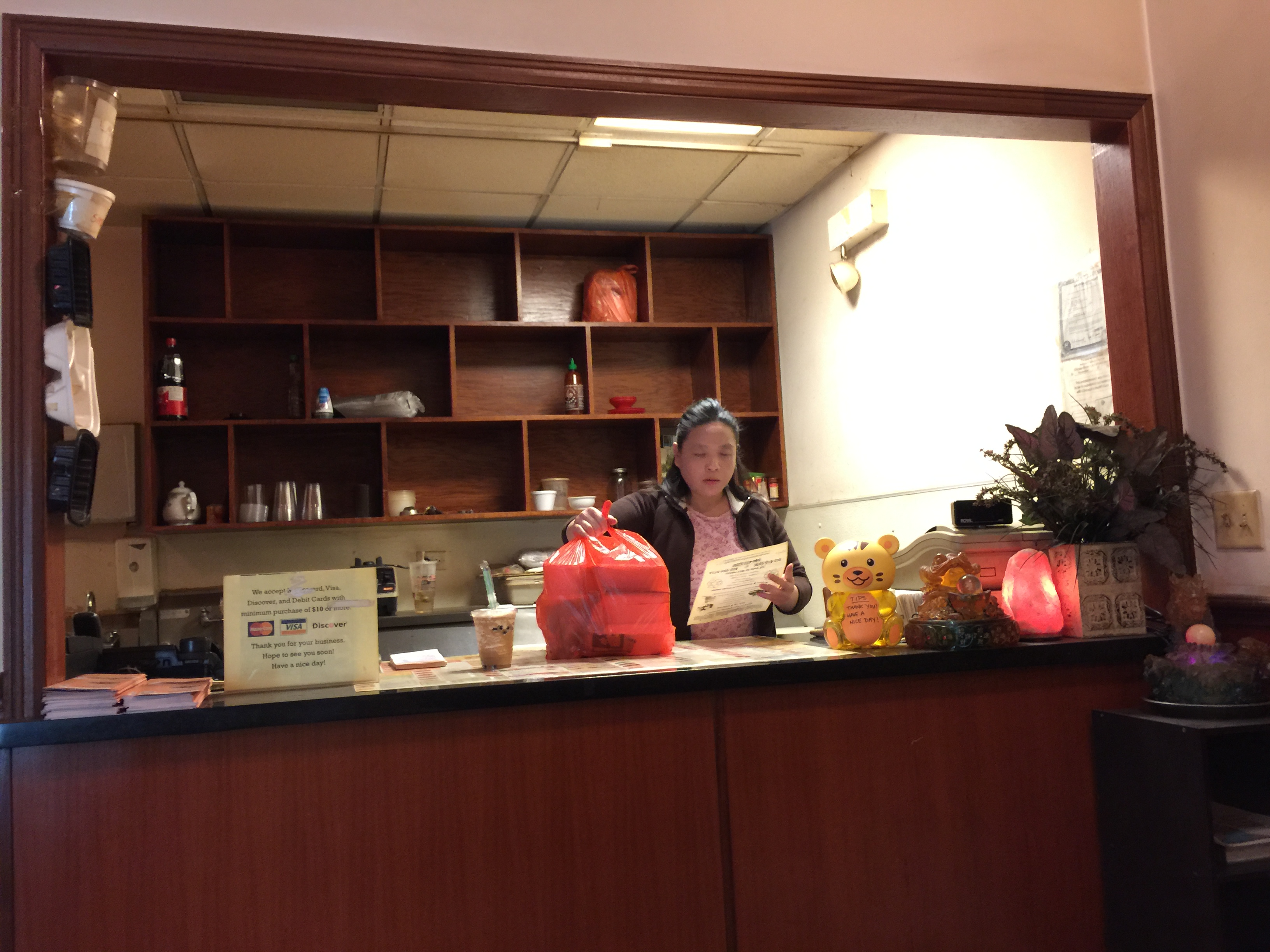
Blat oraz właścicielka restauracji chińskiej w chicagowskiej dzielnicy Ravenswood/Northside, podająca jedzenie na wynos

Ekspedycja − w restauracjach: proces przekazania gotowych potraw z pomieszczeń produkcyjnych, służących ich przygotowaniu, na ręce lub na stół konsumentowi.
Ekspedycja obejmuje przekazanie potraw na salę konsumpcyjną (do stolika), do bufetu, do sprzedania na wynos, a także zmywanie brudnych naczyń po zakończeniu posiłku przez konsumenta. Ekspedycją nazywa się również pomieszczenie, w którym kelnerzy przejmują potrawy i napoje, stosownie do złożonych zamówień. Pomieszczenia przygotowywania potraw (kuchenne) i ekspedycja powinny być zlokalizowane bezpośrednio obok siebie lub w niedużej odległości.